# Le Défi de Robin des Bois
Pour plus de détails, voir Fiche technique et Distribution.
Le Défi de Robin des Bois (A Challenge for Robin Hood) est un film britannique réalisé par C.M. Pennington-Richards, sorti en 1967. 

## Synopsis
À sa mort, le Normand Sir John de Courtenay vieillissant partage ses biens entre ses deux fils Henry et Roger, et son neveu Robin. Roger ne l'entend pas ainsi et tue son frère avec la dague de Robin. Mais Frère Tuck assiste à la scène, caché, et avertit Robin qui s'enfuit avec lui. Ils se réfugient dans la forêt de Sherwood. Les hors-la-loi saxons déjà présents dans la forêt l’accueillent. La légende commence...

## Fiche technique
- Titre : Le Défi de Robin des Bois
- Titre original : A Challenge for Robin Hood
- Réalisation : C.M. Pennington-Richards
- Scénario : Peter Bryan
- Photographie : Arthur Grant
- Montage : Chris Barnes
- Musique : Gary Hughes
- Production : Michael Carreras, Clifford Parkes
- Société de production : Hammer Film Productions
- Pays de production : Royaume-Uni
- Langue : anglais
- Durée : 96 minutes
- Date de sortie : 1967

## Distribution
- Barrie Ingham (VF : Gabriel Cattand) : Robin de Courtenay alias Robin des Bois
- Peter Blythe : Sir Roger de Courtenay
- John Arnatt (VF : Raymond Gérôme) : Shérif de Nottingham
- Gay Hamilton (VF : Claude Chantal) : Lady Marian Fitzwarren
- James Hayter (VF : Jacques Monod) : Frère Tuck
- Eric Flynn (VF : Jacques Deschamps) : Alan-a-Dale
- Reg Lye (VF : Guy Piérauld) : Much
- Leon Greene (VF : Claude Bertrand) : Petit Jean
- Douglas Mitchell (VF : Jacques Balutin) : Will Scarlett
- Jenny Till : La Fausse Lady Marian
- William Squire (VF : Jean Michaud) : Sir John de Courtenay
- John Harvey (VF : Claude Joseph) : Wallace
- Eric Woofe (VF : Jean-Louis Jemma) : Henry de Courtenay
- Arthur Hewlett (VF : Fernand Fabre) : Edwin, l'intendant
- Donald Pickering (VF : Hubert Noël) : Jamyl de Penitone
- Alfie Bass (VF : Roger Carel) : le marchand de pâtés
- Norman Mitchell (VF : Jean Clarieux) : le conducteur de chariot
- John Graham (VF : Jean Berger) : Justin